# Baltimore Steam Packet Company
La Baltimore Steam Packet Company, aussi appelée Old Bay Line, est une compagnie maritime américaine en service de 1840 à 1962, qui fournissait un service de nuit avec des navires à vapeur sur la baie de Chesapeake, notamment entre Baltimore (Maryland), et Norfolk (Virginie). Le terme « packet », qui désignait les navires qui transportaient le courrier en accord avec le gouvernement, prend un sens nouveau au XIXe siècle et désigne une compagnie maritime fournissant un service régulier entre deux villes ou plus. À l'époque où cette compagnie cesse ses opérations en 1962, après 122 ans d'existence, elle est la dernière compagnie maritime fournissant un transport de passagers de nuit aux États-Unis,.
En plus de ses escales régulières à Baltimore et Norfolk, la Baltimore Steam Packet Company gère également un transport de marchandises, de passagers et de véhicules à Washington DC, Old Point Comfort, et Richmond, à différentes époques de son histoire. La Old Bay Line, comme on l'appelle à partir des années 1860, est réputée pour son service de qualité et ses repas copieux, notamment pour les spécialités culinaires de la baie de Chesapeake qui sont servies à bord de ses navires. Walter Lord, célèbre auteur de La Nuit du Titanic dont le grand-père a été président de la compagnie de 1893 à 1899, pense que cette réputation d'excellence peut être attribuée à « un mélange magique du meilleur du Nord et du Sud, rendu possible par le rôle unique de la Compagnie dans le « lien » entre les deux régions [...] : le Nord a apporté sa traditionnelle efficacité mécanique, rendant les navires si fiables, tandis que le Sud a apporté son gracieux art de vivre, ».
L'un des navires de l'Old Bay Line, le President Warfield, est devenu célèbre sous le nom d’Exodus 1947 lorsque des réfugiés juifs d'Europe ont voyagé à son bord dans une tentative infructueuse pour s'installer en Palestine.

## Histoire

### Débuts

#### Origines

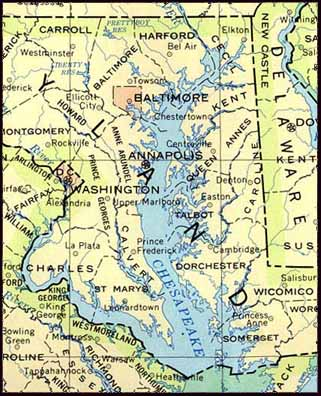
Carte de la baie de Chesaspeake

Sept ans seulement après que Robert Fulton a prouvé la possible utilisation commerciale de navires à vapeur avec son North River Steamboat (plus connu sous le nom de Clermont) en 1807, de petits navires à vapeur alimentés au feu de bois servent sur la baie de Chesapeake. Avant l'arrivée du chemin de fer et de navires à vapeur au début du XIXe siècle, les voyages par la terre étaient des entreprises terriblement longues et fastidieuses. Les rivières étaient le principal moyen de transport et la plupart des villes étaient fondées près d'elles. Il en va particulièrement ainsi en Amérique du Nord, où les voyages sur de grandes distances de centaines ou même de milliers de kilomètres représentaient des mois de voyage risqué et inconfortable en diligence ou en chariot sur des pistes cahoteuses et non pavées. Dans les années 1830, des voies ferrées sont construites, mais la technologie est balbutiante et la vitesse moyenne des trains de voyageurs est seulement de 20 km/h. Il faut de nombreuses années avant que les différentes lignes se relient, faisant du voyage par le rail entre différentes villes une réalité. Ce n'est pas avant 1863, par exemple, qu'il est possible de voyager entre New York et Washington, D. C., sans changer de train en chemin.
Dans ce contexte, des voyages en navire à vapeur sur des fleuves comme l'Ohio et le Mississippi ou de grandes étendues d'eau intérieures comme les Grands Lacs et la baie de Chesapeake sont un moyen de transport confortable et relativement rapide. Le premier navire à vapeur desservant Baltimore est le Chesapeake, construit dans les environs en 1813 pour relier Baltimore à Philadelphie. Affrété par l'Union Line, le navire sert conjointement avec une diligence qui dessert la portion terrestre du trajet. Deux ans plus tard, l’Eagle de la Briscoe-Partridge Line est le premier navire à vapeur à traverser la baie de Chesapeake dans le sens de la longueur.
Un ancêtre direct de la Baltimore Steam Packet Company est la Maryland & Virginia Steam Boat Company fondée en 1828 pour relier Baltimore, Richmond, et Norfolk par le biais de la baie de Chesapeake et la James River. En 1839, la Maryland & Virginia souffre de fortes dettes à la suite de l'achat, l'année précédente, de deux nouveaux et grands navires : l’Alabama (64 m de long) et le Jewess (53 m). L’Alabama coûte cher à l'exploitation et se révèle peu adapté au trafic sur la baie, ce qui cause la faillite de la Maryland & Virginia plus tard dans l'année.

#### Années 1840 - 1850
Lorsque la Maryland & Virginia disparaît fin 1839, la législature du Maryland accepte d'accorder un contrat à la Baltimore Steam Packet Company, fondée à Baltimore, pour qu'elle assure un service de navires à vapeur de nuit dans la baie de Chesapeake. La compagnie reçoit de la législature du Maryland un contrat de 20 ans le 18 mars 1840 et prend possessions des anciens navires de la Maryland & Virginia : le Pocahontas, le Georgia, et le Jewess,,. La compagnie ouvre son service de nuit avec des navires à roues à aubes qui assurent un service pour les passagers et les marchandises tous les jours sauf le dimanche entre Baltimore et Norfolk, à l'initiative du premier président de la compagnie, Andrew Fisher Henderson. Thomas Kelso joue également un rôle déterminant dans les débuts de la compagnie, dont il devient par la suite le président. En 1848, le navire Herald effectue la traversée en moins de douze heures, un temps que la compagnie maintient jusqu'à sa disparition en 1962. Une compagnie affiliée, la Powhatan Line, entre en service entre Norfolk et Richmond en 1845, interchangeant parfois marchandises et passagers avec l'Old Bay Line.
Dans les années 1850, la concurrence étant vive, les navires gagnent en taille et en efficacité, pour se mettre au service du pays en pleine croissance. L'Old Bay Line, en particulier, sert de lien entre le Sud d'avant guerre et les marchés du Nord, transportant de grandes quantités de coton au nord et de produits manufacturés au sud, tout en faisant prospérer son trafic de voyageurs entre Baltimore et Norfolk. Des compagnies de chemin de fer commencent également à acquérir des compagnies maritimes dans les années 1850, et la Seaboard & Roanoke Railroad, prédécesseur de la Richmond, Fredericksburg and Potomac Railroad (RF&P), prend des parts dans la Baltimore Steam Packet Company en 1851. Comme des concurrents entrent en scène, chaque compagnie rivalise d'aménagements luxueux et de repas copieux pour surpasser ses rivaux. La compagnie prend possession de nouveaux navires plus grands dans les années 1850, comme le North Carolina en 1852 et le Louisiana en 1854, ce dernier étant, avec ses 81 mètres de long, le plus grand navire en bois possédé par la compagnie. Un passager du Georgia, fortement enthousiasmé par son voyage en 1853, ne tarit pas d'éloges au sujet de sa traversée de nuit. Écrivant dans le style très chargé de l'époque, il raconte :

« Je n'ai pas connaissance d'un voyage plus délicieux de Baltimore à Chesapeake [...] sur les eaux d'un bleu profond avec une brise exquise, qui vint nous apporter une fraîcheur fortifiante depuis les vagues argentées. La nuit arriva, et son rideau d'azur parsemé d'une myriade d'étoiles s'étendit au-dessus de nous. »

— W.S. Forrest, Historical Sketches of Norfolk, 1853,
De la même façon, le North Carolina impressionne, en 1852, un journaliste du Patriot de Baltimore, qui décrit la salle à manger du navire comme « ayant des tapis importés de Belgique, des chaises de velours accompagnées de tables à dessus de marbre, et des panneaux blancs à moulures dorées, ».
Le 20 février 1858, le vapeur Louisiana entre en collision avec un bateau à voiles, le William K. Perrin, le faisant sombrer près de l'embouchure de la Rappahannock. À la suite d'une affaire qui gravit les échelons jusqu'à la Cour suprême, Haney et al. v Baltimore Steam Packet Company, le Louisiana est reconnu responsable de l'accident. La cour a en effet examiné les règles de navigation s'appliquant à l'approche d'un vapeur et d'un navire à voile, et a conclu (sous l'autorité du Chief Justice Roger B. Taney) qu'une « totale inattention à l'égard de ces règles de navigation de la part du vapeur » a conduit à la collision,.
Le North Carolina s'embrase le 29 janvier 1859, lorsqu'un feu prend dans une cabine. Il coule le lendemain en causant deux morts. Le mois suivant, la compagnie acquiert l’Adelaide pour remplacer son navire perdu.

### Années 1860 - 1910

#### Guerre de Sécession
Le début de la Guerre de Sécession en avril 1861 affecte immédiatement la Baltimore Steam Packet Company. Le 19 avril, deux jours après la sécession de la Virginie, un violent groupe pro-sudiste attaque des soldats de l'Union en route pour Washington, D.C. alors que les troupes sillonnent les rues entre deux gares. Ces événements, connus peu après sous le nom d'émeute de Baltimore, entrainent des morts et une agitation locale qui menace l'USS Allegheny, un navire de l'US Navy stationné à Baltimore. Plus tard dans la journée, la Baltimore Steam Packet Company refuse de transporter des forces de l'Union de Baltimore à un chantier naval assiégé de l'Union à Portsmouth (Virginie).
Deux semaines plus tard, le 7 mai, l’Adelaide est armé par l'US Navy et affecté à l'Atlantic Blockading Squadron, une unité chargé de mettre en place un blocus. Dans cette fonction, le navire est utilisé pour transporter des troupes fédérales dans les Outer Banks de Caroline du Nord, envoyées contre les forts confédérés gardant l'estuaire de Hatteras Inlet. Plus tard dans l'année, l’Adelaide est rendu à la Baltimore Steam Packet Company.
Dans la mesure où elle relie les villes du nord et du sud, l'Old Bay Line transporte une quantité considérable de marchandises entre les deux régions et les cales de ses navires sont généralement remplies de balles de coton, de produits finis et d'autres biens. Avec le début des hostilités, les ports du sud subissent un blocus de la Marine fédérale, et l'Old Bay Line est incapable de desservir Norfolk durant le conflit, n'allant pas plus au sud qu'Old Point Comfort. Le trafic de passagers et de marchandises décline de fait de façon significative. La Powhatan Line cesse pour sa part toutes ses opérations entre Norfolk et Richmond jusqu'à la fin du conflit.

#### Une période de prospérité

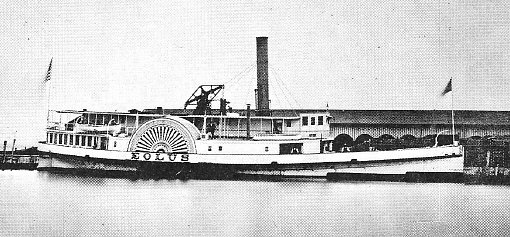
L’Eolus de l'Old Bay Line en 1869

Dès la fin de la guerre en 1865, la Leary Line de New York concurrence brièvement la Baltimore Steam Packet Company sur la baie de Chesapeake en lançant son propre service Baltimore – Norfolk. Une guerre des prix s'ensuit, le tarif pour une traversée descendant jusqu'à 3 $. Insistant sur la longévité de son service comparé à son rival débutant, la Baltimore Steam Packet Company commence à utiliser l'appellation de « Old Established Bay Line » (La Vieille Compagnie Établie dans la Baie) dans ses publicités, un surnom qui se simplifie rapidement en Old Bay Line pour les cent années à venir.
La Leary Line se retire en janvier 1867, vendant son George Leary à l'Old Bay Line. Deux ans plus tard, le Norfolk Journal du 2 août 1869 décrit le navire comme ayant un « magnifique style de mobilier et d'élégantes installations [...] magnifiquement meublées avec des sofas tapissés et des salons de riches velours rouge, ». Une autre concurrente, la Chesapeake Steamship Company, commence à rivaliser sur la ligne Baltimore – Norfolk en 1874. Contrôlée par la Southern Railway, une rivale de la RF&P, elle reste une concurrente importante jusqu'en 1941, lorsque les deux compagnies fusionnent. Le trafic de marchandises explose également dans les années 1870 comme le Sud tente de récupérer après la Guerre Civile, ce qui fait que les revenus de l'Old Bay Line dus au fret dépasse ceux du transport de passagers à la fin de la décennie.
Lorsque le président de la compagnie John Moncure Robinson prend sa retraite en 1893, l'Old Bay Line dispose d'une flotte moderne dont les navires ont des coques en acier, sont propulsés par des hélices et proposent éclairage électrique et salles de bains privées. Le Georgia mis en service en 1887 est le premier navire de l'Old Bay Line propulsé par des hélices au lieu des roues à aubes démodées, et l’Alabama lancé en 1893 est le premier navire de la compagnie construit en acier. Robinson avait été président de l'Old Bay Line pendant 26 ans (1867 - 1893), plus longtemps que quiconque dans l'histoire de la compagnie.
Les années 1890 représentent l'âge d'or de la compagnie, sous la direction du président Richard Curzon Hoffman (le grand-père de l'historien Walter Lord), à l'époque où les navires de la compagnie sont très prisés des passagers qui apprécient les cabines bien équipées et les délices culinaires de la baie de Chesapeake lorsqu'ils dînent accompagnés par ds concerts. Les menus servis de nuit à bord comprennent beignets d'huîtres, tortue d'eau douce, canard et dinde.
La compagnie construit un nouveau terminal et des bureaux à Baltimore sur Light Street en 1898 pour satisfaire le trafic croissant. Reconstruit après le Grand incendie de Baltimore en 1904, le bâtiment, avec sa tour de l'horloge, devient une marque du paysage pour des décennies dans le front de mer du Inner Harbor de Baltimore. L'emplacement du terminal, par la suite démoli, est depuis occupé par le Harborplace et le Maryland Science Center.
La Richmond, Fredericksburg and Potomac Railroad, qui avait commencé à acquérir des parts dans la direction de la Baltimore Steam Packet Company en 1851, prend le contrôle total des affaires de la compagnie le 5 septembre 1901. L'Old Bay Line continue cependant à être gérée séparément de la RF&P.

#### La Première Guerre mondiale et ses suites

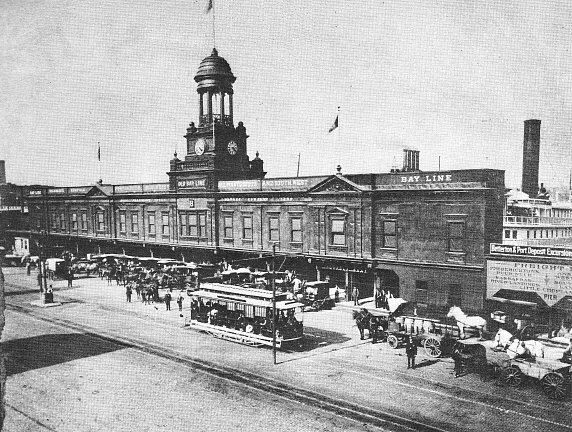
Le terminal de l'Old Bay Line à Baltimore (1898 - 1950)

Contrastant fortement avec la Guerre de Sécession, qui avait fortement diminué les affaires de l'Old Bay Line, la Première Guerre mondiale double le trafic de fret et de passagers sur les navires de la compagnie à destination des ports très actifs de Norfolk et de la région d'Hampton Roads, avec 107 664 à bord en 1917. Du fait de l'encombrement des ports et voies ferrées du pays lors de l'entrée en guerre en avril 1917, le gouvernement fédéral a établi l'U.S. Railroad Administration (USRA) pour gérer les compagnies de chemin de fer et de navigation, dont la Baltimore Steam Packet Company. L'USRA dirige donc les affaires de l'Old Bay Line et de sa rivale la Chesapeake Line pour la durée des hostilités et quelques mois de plus, jusqu'au 1ermars 1920.
Un natif de Baltimore, John Roberts Sherwood, qui avait rejoint l'Old Bay Line à l'âge de 22 ans comme ingénieur en 1868 et était devenu président en 1907, quitte la compagnie en octobre 1918 après 49 ans au service de la compagnie. Le Baltimore Sun vante le service d'un demi-siècle de Sherwood lorsqu'il prend sa retraite, notant avec approbation que sa philosophie souvent exprimée était : « Soutenez votre ville, où que vous puissiez aller, ». À Sherwood succède S. Davies Warfield qui reste président de 1918 à 1927.
Une catastrophe frappe l'Old Bay Line le 24 mai 1919, lorsque le Virginia II prend feu peu après minuit au milieu de la baie de Chesapeake avec 156 passagers et 82 membres d'équipage à bord. Le navire brûle entièrement tandis que nombre de passagers sautent par-dessus bord et qu'un canot de sauvetage chavire. Le City of Norfolk de la Chesapeake Line et d'autres navires viennent à son secours et tirent les naufragés de l'eau. Le capitaine du Virginia, Walter Lane, reste sur son navire jusqu'à la fin, et souffre de brûlures.

### Années 1920 - 1930
L'entreprise à la tête de la Baltimore Steam Packet Company change à nouveau en 1922, lorsque la Seaboard Air Line Railroad (SAL) forme la Seaboard – Bay Line Company, qui prend possession de toutes les actions en circulation de la Baltimore Steam Packet Company, faisant de la compagnie maritime une filiale à 100 % de la SAL le 6 février 1922. En plus d l'ajout de capitaux venant de la SAL, l'Old Bay Line obtient un prêt fédéral de 4,4 millions de dollars pour construire deux nouveaux navires : le State of Maryland et le State of Virginia. Le président de l'Old Bay Line, S. Davies Warfield, est nommé président de la SAL en plus de l'Old Bay Line en 1922.

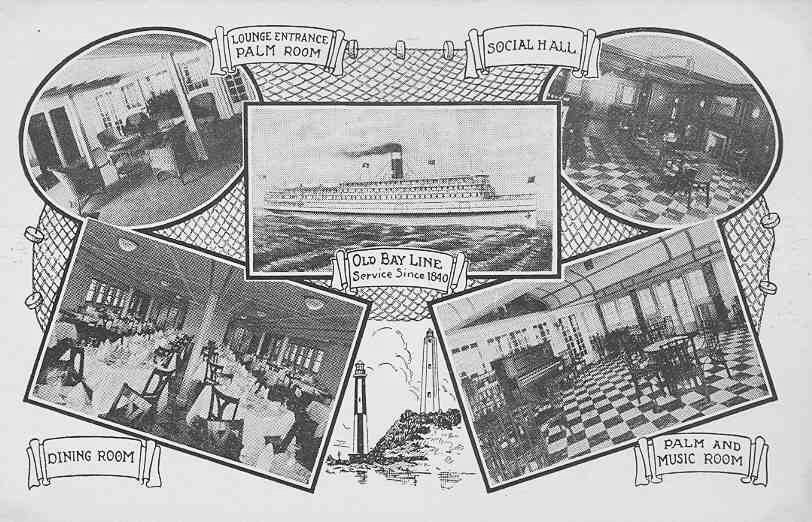
Publicité de la fin des années 1920 présentant les intérieurs d'un navire de l'Old Bay Line

En 1928, la Baltimore Steam Packet Company prend possession de deux nouveaux navires, le President Warfield et le Yorktown. Le President Warfield, construit par Pussey and Jones Corp. à Wilmington (Delaware), et prend le nom du président de la compagnie de l'époque. Il s'agit du dernier navire construit pour l'Old Bay Line.
Avec l'arrivée de la Ford Model T et d'autres automobiles sur les routes dans les années 1920, le compagnies maritimes de l'intérieur des États-Unis refusent dans un premier temps de transporter les véhicules sur leurs navires. Dans les années 1930, ravagées par la crise économique, cependant, l'Old Bay Line devient l'une des premières compagnies de l'intérieur des terres à considérer le transport d'automobiles comme un moyen de remplir ses cales vides. La crise et la perte d'activité au profit des autoroutes pousse à la faillite nombre de compagnies maritimes américaines dans les années 1930. Il en va ainsi de compagnies historiques comme la Fall River Line qui cesse ses opérations en 1937, précédée par la compagnie Lake Champlain, qui était la plus ancienne ligne de bateaux à vapeur aux États-Unis, lors de sa disparition en 1932.
Heureusement pour l'Old Bay Line, son transport de marchandises et de passagers reste relativement fort dans les années 1930, et la compagnie lance un programme de modernisation de ses principaux navires. Le President Warfield et le State of Maryland sont convertis du charbon au mazout en 1933 et sont équipés d'extincteurs automatiques en 1938. En 1939, le State of Virginia est convertis au mazout et les trois navires sont équipés de radiocompas et de téléphones communiquant avec le rivage.

### Années 1940

#### Centenaire

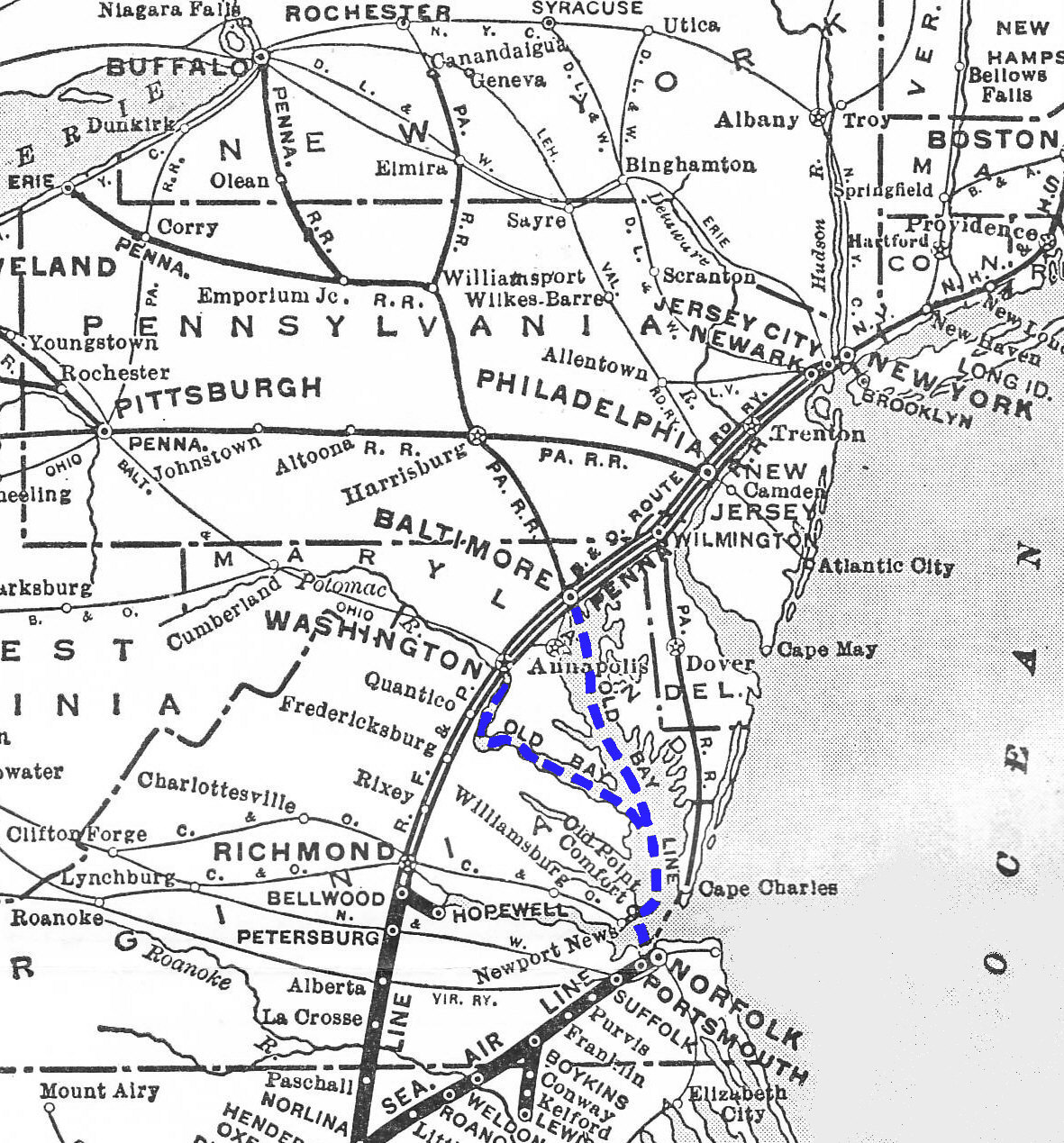
Les lignes de l'Old Bay Line (en bleu)

Alors que l'Old Bay Line célèbre son centenaire en 1940 avec des parades et d'autres événements organisés à Baltimore, la compagnie semble avoir un bel avenir. Les affaires son stable et la compagnie dispose d'installations en bonne condition. Des assiettes commémoratives bleues et roses décorées d'une carte de la baie de Chesapeake sont produites pour célébrer l'anniversaire.
Le 14 juin 1941, la compagnie propriétaire de la Baltimore Steam Packet Company, la Seaboard Air Line Railroad, signe un accord avec un consortium de compagnies ferroviaires et maritimes pour intégrer la Chesapeake Steamship Company à l'Old Bay Line. Le groupe de compagnies de chemin de fer, composé de l'Atlantic Coast Line Railroad, de la Southern Railway, et de la SAL, contrôle ainsi la Baltimore Steam Packet Company et la Chesapeake Steamship Company. De fait, l'Old Bay Line prend le contrôle des affaires et biens de la Chesapeake Line et devient le seul transporteur de passagers et de biens entre les ports de Baltimore et Norfolk. Selon l'accord, la moitié des actions en circulation de la Baltimore Steam Packet Company est assignée à la Chesapeake Steamship Company, possédée au tiers par la Southern Railway et aux deux tiers par l'Atlantic Coast Line Railroad. À la suite de la fusion, deux des navires de la Chesapeake Line, le City of Norfolk et le City of Richmond sont transférés à l'Old Bay Line. Avec le temps, ceux-ci se révèlent être les deux derniers navires de la compagnie lorsqu'elle se retire des affaires en 1962. Robert E. Dunn devient président de l'Old Bay Line en 1941, et reste à la tête de la compagnie jusqu'à sa fin en 1962,.

#### Seconde Guerre mondiale
Après l'entrée en guerre des États-Unis le 7 décembre 1941, le gouvernement fédéral met en place la War Shipping Administration pour gérer le besoin vital de marine pour le pays et ses alliés, notamment par le biais de l'expropriation si nécessaire. Ainsi, le 1er avril 1942, le gouvernement acquiert le State of Virginia et le State of Maryland. Le 13 juillet, le President Warfield et le Yorktown sont également réquisitionnés. Ainsi, mi-1942, quatre des six navires de l'Old Bay Line sont devenus propriété du gouvernement, ne laissant à la compagnie que ses plus anciens et petits navires, le City of Norfolk et le City of Richmond, pour toute la durée de la guerre.

#### L'après-guerre et l'Exodus
Après la Seconde Guerre mondiale, la compagnie fait la promotion d'un service destiné aux automobilistes de Floride, en mettant l'accent sur la disparition de 370 kilomètres de conduite en embarquant la voiture familiale pour une croisière nocturne le long de la baie de Chesapeake jusqu'en Virginie, en profitant d'un somptueux dîner et d'une cabine relaxante à bord d'un navire au lieu d'un motel de bord de route. En mars 1946, l'Old Bay Line installe un radar sur le City of Richmond et le City of Norfolk, les premiers navires commerciaux équipés de radar.

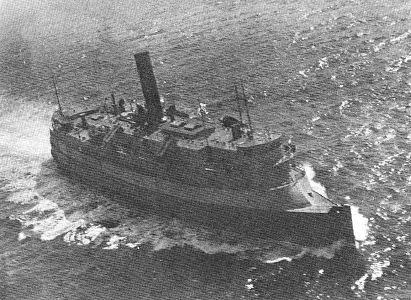
Le President Warfield en route pour l'Europe en 1947. Il y fut ensuite renommé Exodus.

Après avoir été exproprié en 1942 par la War Shipping Administration pour participer à l'effort de guerre, le President Warfield est transféré au Royaume-Uni le 21 septembre 1942. Plus tard durant le conflit, il est rendu à l'U.S. Navy et remis en service en tant qu'USS President Warfield (IX-169) le 21 mai 1944. Suivant la fin de la Seconde Guerre mondiale, le President Warfield est retiré du service et rendu à la War Shipping Administration comme surplus. Après avoir inspecté le navire, les dirigeants de l'Old Bay Line considèrent que les dépenses nécessaires à la restauration du navire très endommagé pour une remise en service sur la baie étaient excessives, et préfèrent accepter le don d'argent de la War Shipping Administration plutôt que de récupérer le navire.
Le vieux President Warfield est finalement acquis début 1947 par Mossad Le'aliyah Bet, une organisation juive aidant les rescapés de l'Holocauste à atteindre illégalement la Palestine, alors sous domination britannique. Le navire est renommé Exodus lorsqu'il quitte la France pour la Palestine le 11 juillet 1947 avec à son bord 4 515 passagers. Deux destroyers de la Royal Navy éperonnent l’Exodus lorsqu'il entre dans les eaux palestiniennes près de Haïfa le 18 juillet. Les forces britanniques abordent le navire endommagé et déportent finalement ses passagers. L’Exodus reste dans le port de Haifa jusqu'en 1952, lorsque le navire abandonné prend feu et brûle intégralement. Le film de 1960 Exodus raconte l'odyssée des réfugiés à bord de l'ex-President Warfield.

### Années 1950 et disparition
Le terminal et les bureaux de l'Old Bay Line sur Light Street à Baltimore, où ils se trouvaient depuis 1898, sont vendus à la ville en octobre 1950 pour permettre l'agrandissement de la rue et le développement d'Harbourplace sur le front de mer d'Inner Harbor. La compagnie déplace ses locaux sur un quai de Pratt Street, au pied de Gay Street, où ils restent jusqu'à la disparition de la compagnie en 1962.

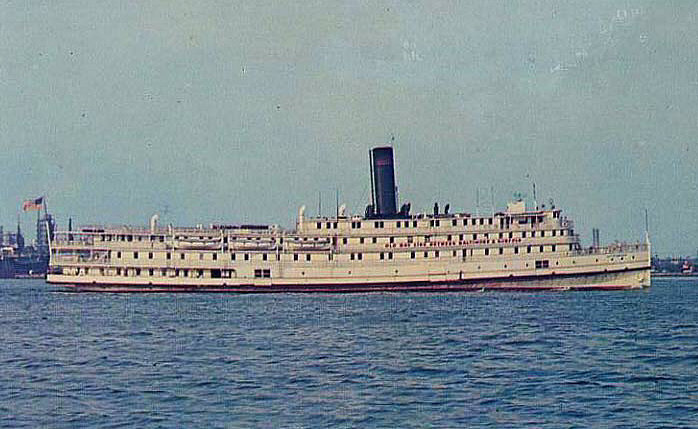
Le City of Richmond

Plusieurs auteurs de récits de voyages vantent dans les années 1950 les plaisirs d'une croisière de nuit et d'un repas sur les antiques navires de l'Old Bay Line. Au milieu des années 1950, cependant, des autoroutes améliorées et l'accroissement du transport aérien font des traversées de 12 heures proposées par la compagnie un moyen de transport relativement lent. Les officiels de l'Old Bay Line espèrent cependant que le service unique de la compagnie continuera à séduire les voyageurs à la recherche des plaisirs d'une croisière sur la baie de Chesapeake accompagnée d'un copieux dîner et d'une cabine privée joliment meublée. La section consacrée aux voyages du dimanche dans le New York Times, en 1954, décrit la « route établie depuis longtemps et plus calme par les eaux de la baie de Chesapeake », comme le dit l'auteur pour désigner l'Old Bay Line, recommandant « le voyage en bateau qui peut être fait confortablement et à moindre coût chaque nuit entre Baltimore, Old Point Comfort et Norfolk, et certaines nuits entre Washington D.C. et la Virginie, ».
Cependant, les voyageurs peu pressés sont rares et le nombre de passagers diminuent constamment. Alors qu'un déficit se crée dans les années 1950, l'Old Bay Line doit faire des coupes claires dans son budget. Le 30 septembre 1957, elle abandonne son service depuis Washington, D.C., et ferme sa ligne Washington – Norfolk sur le fleuve Potomac. En 1960, l'Old Bay Line limite ses opérations sur sa ligne principale, Baltimore – Norfolk, au transport de marchandises durant les mois d'hiver entre octobre et avril, peu fréquentés. Cela élimine tout transport de passagers sur la baie de Chesapeake durant ces mois-ci. En octobre 1961, la compagnie annonce que son service de transport de passagers est « temporairement suspendu jusqu'à nouvel ordre », espérant un retour des passagers durant l'été suivant, en avril 1962. Finalement, le 14 avril 1962, la vénérable Old Bay Line cesse toutes ces opérations, mettant fin au dernier service de nuit par navires à vapeur aux États-Unis. Le mois suivant, les actionnaires de la Baltimore Steam Packet Company votent formellement, le 25 mai 1962, la liquidation de la société âgée de 122 ans.

## Lignes desservies
Les lignes sur lesquelles la Baltimore Steam Packet Company transportait des passagers, du courrier et des marchandises sont les suivantes :
| Départ           | Arrivée           | Ouverture | Fermeture |
| ---------------- | ----------------- | --------- | --------- |
| Baltimore        | Norfolk           | 1840      | 1962      |
| Washington, D.C. | Norfolk           | 1949      | 1957      |
| Baltimore        | Richmond          | 1874      | 1897      |
| Baltimore        | Old Point Comfort | 1840      | 1859      |
| Norfolk          | Old Point Comfort | 1840      | 1859      |

## Navires de l'Old Bay Line

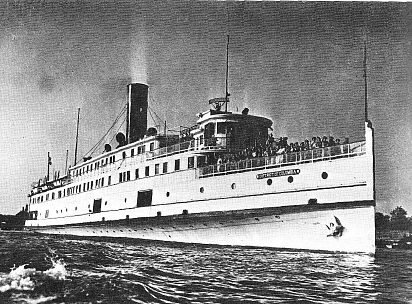
Le District of Columbia de l’Old Bay Line en 1949

La compagnie a possédé 54 navires en 122 ans d'existence, dont la plupart sont de petits cargos. À l'origine, tous les navires de la compagnie étaient construits en bois, étaient propulsés par des roues à aubes et leurs chaudières étaient alimentées par des morceaux de bois. Le premier navire avec une coque en fer acquis par l'Old Bay Line est le Georgeanna, en 1860. Vers la fin des années 1870, la compagnie acquiert ses derniers navires à roues à aubes : le Florida, le Carolina, et le Virginia. Par la suite, les navires utilisent comme carburant du charbon jusque dans les années 1930, où le mazout commence à être utilisé. À partir du Georgia, construit en 1887, les navires de la compagnie utilisent des hélices, plus modernes. Le Georgia est également le premier navire de l'Old Bay Line à être équipé d'éclairage électrique et de chauffage à la vapeur. Les navires à passagers de la compagnie offrent de grandes cabines somptueusement meublés pour abriter les passagers durant les voyages de nuit. L’Alabama, construit en 1892, symbolise l'arrivée des techniques de constructions modernes au sein de l'Old Bay Line : il s'agit du premier navire à coque en acier. Il est également propulsé par des machines à triple expansion, qui sont reprises sur les navires suivants. Les navires à passagers les plus notables de l'Old Bay Line sont :
| Navire               | Type           | Construit | Acquis | Longueur | Tonnage   | Fin de service  | Cause du retrait                              | Notes                                                                              |
| -------------------- | -------------- | --------- | ------ | -------- | --------- | --------------- | --------------------------------------------- | ---------------------------------------------------------------------------------- |
| Pocahontas           | Roues à aubes  | 1829      | 1840   | 42 m     | 428 tjb   | 1845            | Vendu                                         | Construit pour la Maryland & Delaware Line                                         |
| Georgia              | Roues à aubes  | 1836      | 1840   | 59 m     | 551 tjb   | 1865            | Vendu                                         | Construit pour l'Atlantic Line                                                     |
| Jewess               | Roues à aubes  | 1838      | 1840   | 53 m     | 352 tjb   | 1856            | Coulé                                         | Construit pour la Maryland & Delaware Line                                         |
| Medora               | Roues à aubes  | 1842      | –      | 58 m     | –         | 15 avril 1842   | Explosion                                     | Épave renflouée et reconstruite sous le nom de Herald                              |
| Herald               | Roues à aubes  | 1842      | 1842   | 56 m     | 329 tjb   | 1867            | Vendu                                         | Construit à partir du Medora, converti au charbon en 1852                          |
| North Carolina       | Roues à aubes  | 1852      | 1852   | 73 m     | 1 120 tjb | 30 janvier 1859 | Coulé                                         |                                                                                    |
| Louisiana            | Roues à aubes  | 1854      | 1854   | 81 m     | 1 126 tjb | 1874            | Coulé                                         |                                                                                    |
| Adelaide             | Roues à aubes  | 1854      | 1859   | 71 m     | 972 tjb   | 1879            | Vendu                                         | Utilisé par l'US Navy en 1861                                                      |
| Georgeanna           | Roues à aubes  | 1859      | 1860   | 61 m     | 738 tjb   | 1869            | Vendu                                         | Premier navire à coque en fer de la compagnie                                      |
| Eolus                | Roues à aubes  | 1864      | 1865   | 44 m     | 731 tjb   | 1869            | Vendu                                         |                                                                                    |
| Thomas Kelso         | Roues à aubes  | 1865      | 1865   | 72 m     | 1 430 tjb | 1869            | Vendu                                         | Baptisé en l'honneur de Thomas Kelso                                               |
| George Leary         | Roues à aubes  | 1864      | 1867   | 72 m     | 810 tjb   | 1879            | Vendu                                         | Acheté à la Leary Line                                                             |
| Florida              | Roues à aubes  | 1876      | 1876   | 79 m     | 1 279 tjb | 1892            | Vendu                                         | Dernier bateau en bois                                                             |
| Carolina             | Roues à aubes  | 1877      | 1877   | 77 m     | 984 tjb   | 1893            | Vendu                                         |                                                                                    |
| Virginia             | Roues à aubes  | 1879      | 1879   | 77 m     | 990 tjb   | 1900            | Vendu                                         | Dernier navire à roues à aubes                                                     |
| Georgia              | Hélice         | 1887      | 1887   | 85 m     | 1 749 tjb | 1909            | Vendu                                         | Premier navire à hélice de la compagnie                                            |
| Alabama              | Coque en acier | 1893      | 1893   | 90 m     | 1 938 tjb | 1928            | Vendu                                         | Premier navire à coque en acier de la compagnie                                    |
| Virginia II          | Coque en acier | 1905      | 1905   | 90 m     | 2 027 tjb | 24 mai 1919     | Incendie en mer                               |                                                                                    |
| Florida II           | Coque en acier | 1907      | 1907   | 91 m     | 2 185 tjb | 1924            | Vendu                                         |                                                                                    |
| State of Maryland    | Coque en acier | 1922      | 1923   | 98 m     | 1 783 tjb | 2 avril 1942    | Réquisitionné pour la Seconde Guerre mondiale | Converti au mazout en 1933                                                         |
| State of Virginia    | Coque en acier | 1923      | 1923   | 98 m     | 1 783 tjb | 1er avril 1942  | Réquisitionné pour la Seconde Guerre mondiale | Converti au mazout en 1939                                                         |
| Yorktown             | Coque en acier | 1928      | 1941   | 82 m     | 1 547 tjb | 13 juillet 1942 | Réquisitionné pour la Seconde Guerre mondiale | Torpillé et coulé le 27 septembre 1942                                             |
| President Warfield   | Coque en acier | 1928      | 1928   | 98 m     | 1 814 tjb | 12 juillet 1942 | Réquisitionné pour la Seconde Guerre mondiale | Renommé Exodus en 1947, incendié en 1952                                           |
| City of Norfolk      | Coque en acier | 1911      | 1941   | 91 m     | 2 379 tjb | 1962            | Dissolution de la compagnie                   | Fait partie des trois derniers navires appartenant à la compagnie à sa dissolution |
| City of Richmond     | Coque en acier | 1913      | 1941   | 80 m     | 1 923 tjb | 1962            | Dissolution de la compagnie                   | Fait partie des trois derniers navires appartenant à la compagnie à sa dissolution |
| District of Columbia | Coque en acier | 1925      | 1949   | 91 m     | 2 128 tjb | 1956            | Fermeture de la ligne Washington – Norfolk    | Fait partie des trois derniers navires appartenant à la compagnie à sa dissolution |

Au moment de la dissolution de l'Old Bay Line en avril 1962, trois navires restent au quai de Pratt Street : le District of Columbia, qui n'était plus en service depuis la fermeture de la ligne Washington – Norfolk en 1957, est démoli peu après. Le City of Richmond est vendu pour être reconverti en restaurant flottant dans les Îles Vierges, mais sombre dans l'Océan Atlantique au large de Georgetown (Caroline du Sud), durant son remorquage vers son nouvel emplacement. Le City of Norfolk est pour sa part immobilisé à Norfolk jusqu'en 1966, date à laquelle il est remorqué jusqu'à Fieldsboro (New Jersey) sur le Delaware et démoli.

### Citations originales
1. ↑  « some magical blending of the best in the North and the South, made possible by the Company's unique role in 'bridging' the two sections ... the North contributed its tradition of mechanical proficiency, making the ships so reliable; while the South contributed its gracious ease »
2. ↑  « I know of no more delightful trip from Baltimore down the Chesapeake ... upon the broad blue waters with an exquisite breeze, which came up with invigorating freshness from the silver waves. Night came on, and her azure curtain gemmed with myriad stars was drawn over the expanse above. »
3. ↑  « having imported Belgian carpets, velvet chairs with marble-topped tables, and white panelling with gilded mouldings »
4. ↑  « entire disregard of these rules of navigation by the steamer »
5. ↑  « gorgeous style of furniture and elegant fittings ... magnificently furnished with upholstered sofas and lounges of rich red velvet »
6. ↑  « Stand up for your home city wherever you may go »
7. ↑  « long established, more leisurely water route across Chesapeake Bay »
8. ↑  « the boat trip can be made comfortably and comparatively inexpensively every night between Baltimore, Old Point Comfort and Norfolk, and on alternate nights between Washington, D. C., and the Virginia communities »
9. ↑  « temporarily suspended until further notice »